# Monitorização ambulatorial de pressão arterial

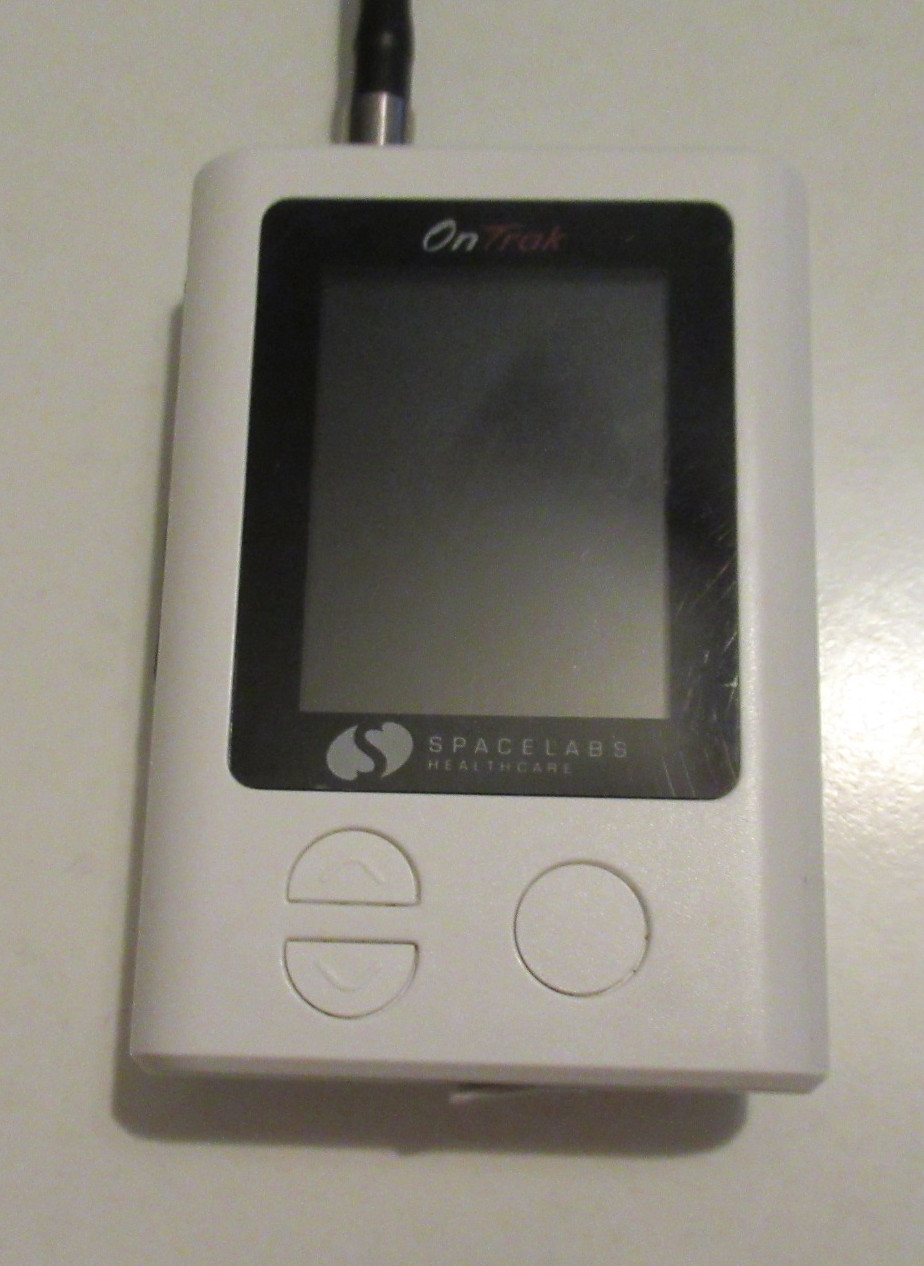
aparelho para medição

A Monitorização Ambulatorial da Pressão Arterial, cujo acrônimo é MAPA, é um método de análise do comportamento da pressão arterial, através da utilização de esfigmomanômetros automatizados, realizando medidas fora do ambiente de consultório médico, a intervalos programados. 

## Definição
A Sociedade Brasileira de Cardiologia define a Monitorização Ambulatorial da Pressão Arterial como "o método que permite o registro indireto e intermitente da pressão arterial durante 24 horas, enquanto o paciente realiza suas atividades habituais na vigília e durante o sono".